# Växelspaksknopp

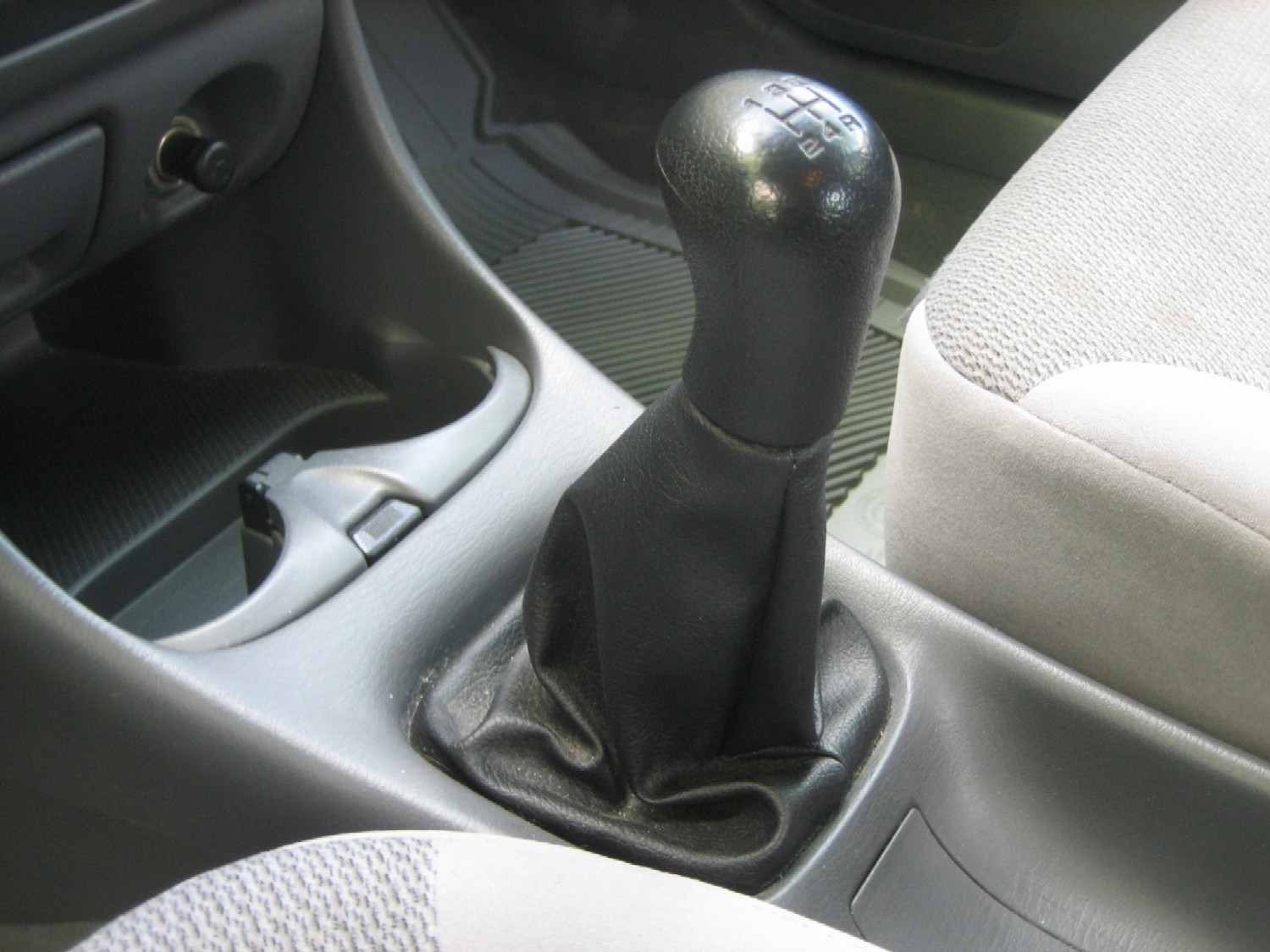
Växelspak från en Honda Protege

En växelspaksknopp är den delen av växelspaken man håller i med handen när man byter växel.
Oftast finns det en bild ovanpå växelspaksknoppen som indikerar hur växlarna ligger i förhållande till varandra (se bild). Hos vissa bilar, exempelvis Ferrari, finns dock inte alltid denna indikering.
Utbytbara växelspaksknoppar i form av t.ex. dödskallar är populära stylingtillbehör.